# Eurodisco
Eurodisco is een genre dansmuziek dat in de jaren zeventig ontstond uit een mix van europop en Amerikaanse disco.
Bij Eurodisco ligt er een grotere nadruk op melodie dan in europop, terwijl het discogeluid is ontdaan van invloeden van rhythm-and-blues en soul. Hieraan is elektronische muziek toegevoegd, zoals drummachines (snellere beat en monotone ritmes) en synthesizers.
Soms zijn er invloeden van Europese muziekstijlen in te herkennen, zoals van de polka (zoals bij de band Dschinghis Khan) en de rumba flamenca (zoals bij Santa Esmeralda). Eurodisco onderscheidt zich van italodisco door een grotere eenvoud in zang, composities en muzikale details.

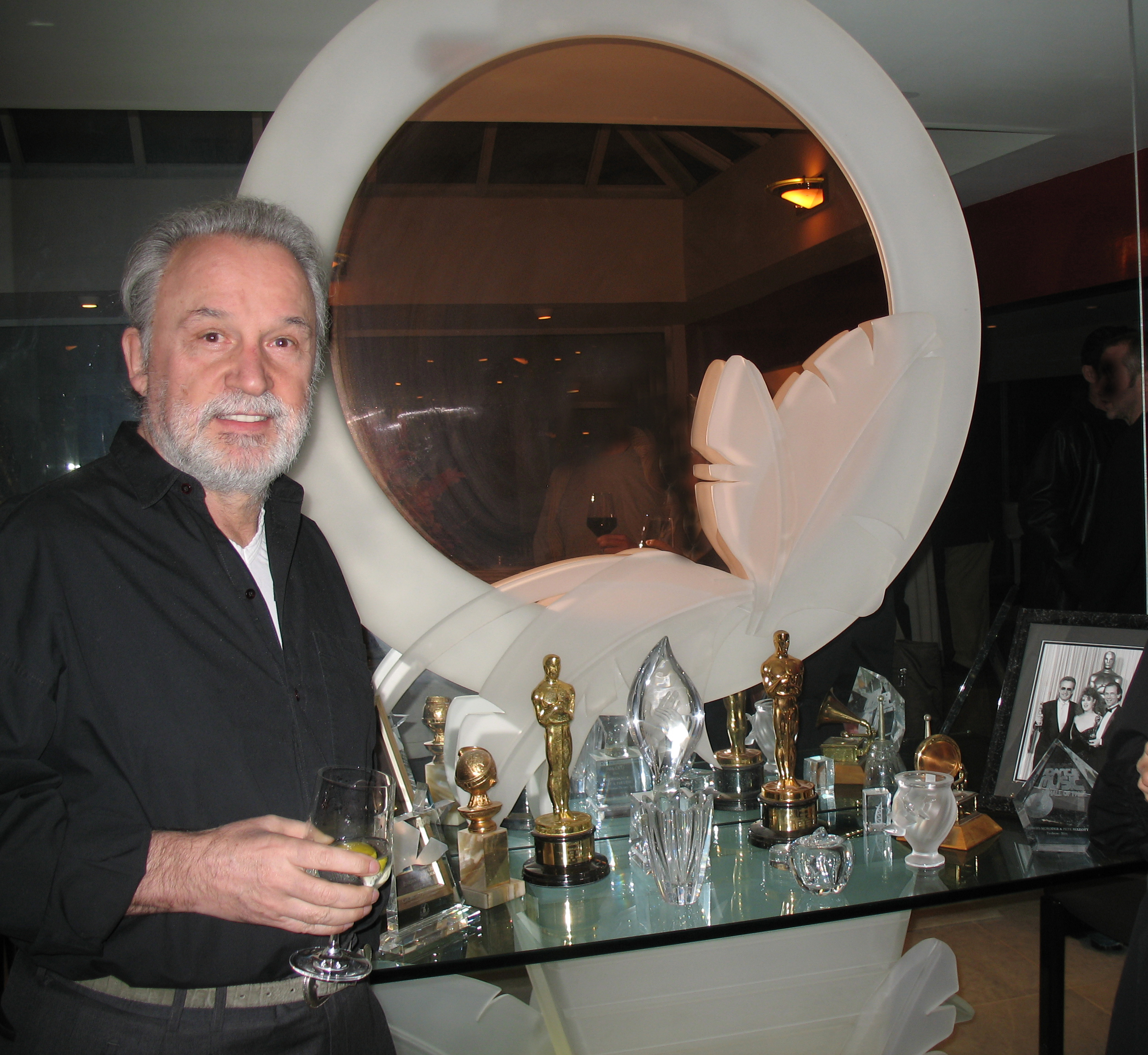
Giorgio Moroder producent van eurodisco met redelijk behoud van het Amerikaanse geluid

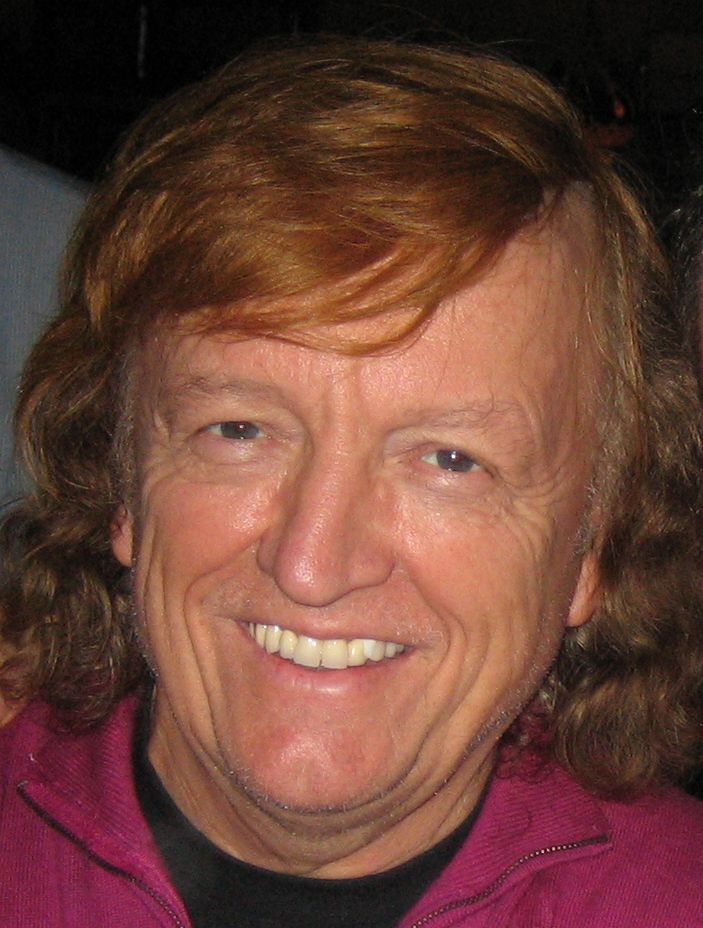
Frank Farian, succesvolle eurodisco producent met vaak een sound dat wat verwijderd is van het oorspronkelijke Amerikaanse disco geluid

De ontwikkeling die aanving rond 1975 kwam vanuit verschillende richtingen, zoals enerzijds een bijna symfonisch type discomuziek van producers als Alex R. Costandinos (album Love and kisses) en Cerrone (album Love in C minor). Vanuit een andere richting kwam het van Giorgio Moroder uit München die met een serie singles kwam. Zijn methode werd later belangrijk onder de ontwikkeling van de dancemuziek. Eurodisco bleef niet beperkt tot Europa, maar bereikte ook de VS door Moroders samenwerking met Donna Summer. Aan de top in de VS kwam het bijna tekstloze Fly Robin Fly van het ook uit Duitsland afkomstige Silver Convention. De Duitse producer Frank Farian boekte wereldwijd successen met Boney M. en Eruption. Het Spaanse zangduo Baccara wat geproduceerd werd in Duitsland scoorde met Yes sir I can boogie een enorme Eurodisco-hit die anno 2024 met een oplage van 18 miljoen nog steeds in de top 20 van meest verkochte singles aller tijden staat. Uit Nederland kan de muziek van de damesgroep Luv betiteld worden als Eurodisco. Eind jaren tachtig ontstond  in Polen de Disco polo. Dit was een mengeling van eurodisco en folkoristische muziek.